# Samfundet Forn Sed Sverige
Samfundet Forn Sed Sverige, som före 15 maj 2010 hette Sveriges Asatrosamfund, är ett rikstäckande samfund för hedningar, vilket grundades 1994. Sedan 2007 är det ett hos Kammarkollegiet registrerat trossamfund. Samfundet har 2023 cirka 648 medlemmar, en blygsam ökning från de 610 medlemmar man hade år 2021. Samfundet företräder och utövar en  polyteistisk naturreligion som hämtar sina rötter från nordiska förkristna traditioner. Denna religion benämns ibland som modern asatro men flertalet hedningar föredrar att använda begreppet forn sed, eller kort och gott seden för att beskriva sin andliga tillhörighet.
Samfundets värderingar bygger på öppenhet, pluralism och en demokratisk livssyn. Man tar avstånd från rasism och intolerans. Medlemskap är öppet för alla som omfattar samfundets värderingar oavsett etnicitet eller sexuell läggning. Samfundet ger ut tidskriften Mimers Källa och har sedan 2010 Mimers Källas Förlag.

## Historia

### Grundandet 1994
Samfundet grundades i början av hösten år 1994, genom ett initiativ från grupp hedniskt sinnade personer som samlades i Tyresta by under våren och sommaren samma år. En av initiativtagarna var runristaren Kalle Runristare, som hade hyrt två stugor vid bäcken i Tyresta där han arbetade med nya runstenar. Där hölls även möten för en tidigare förening, som sedan döptes om till Bjarka, uppkallad efter en björk i hästhagen. Eftersom föreningen saknade lokal blev Tyresta en naturlig samlingspunkt.
Under hösten 1994 anordnades ett större möte i Haninge, där idén om ett asatrosamfund presenterades. Namnet Sveriges Asatrosamfund valdes, trots diskussioner om begreppet forn sed, eftersom det förstnämnda uppfattades som mer begripligt för allmänheten. I september samma år registrerades samfundet som en ideell förening hos Skatteverket. Symbolen runhunden, som fortfarande används i samfundets visuella profil, formgavs ursprungligen av Kalle Runristare i en bastu i Tyresta och ristades första gången i en loftsäng. År 1995 höll organisationen sitt första riktiga årsting, och året därpå började man ge ut en egen medlemstidning Mimers Källa. Samfundet fick sin första hemsida 1997, skapad av medlemmen Jim Engström. Samfundets ursprung präglades av experimentlusta, inspiration från folktro, runmagi och ett starkt personligt engagemang hos grundarna. 

### Millennieskiftet
Omkring millennieskiftet år 2000 befann sig samfundet i en nedgångsperiod, med sviktande medlemsengagemang och låg aktivitet. Vid årstinget detta år saknades en fungerande valberedning och hela den sittande styrelsen avgick. Carl Johan Rehbinder valdes till ny ordförande, efter att ha föreslagit sig själv som reservlösning i brist på andra kandidater.
Rehbinder initierade då en ny tradition som skulle få stor genomslagskraft: att hålla ett offentligt vårblot vid Uppsala högar på påskdagen. Som en symbolhandling valdes påvens minnessten från 1996 till plats för blotet – ett sätt att återta en hedniskt präglad plats som använts för kristen monumentering. Efter motstånd från det lokala kyrkorådet flyttades blotet till en tingshög i närheten, med stöd från Riksantikvarieämbetet.
Det första vårblotet i Uppsala hölls år 2000 och samlade omkring 80 deltagare samt flera journalister. Ceremonin leddes av Rehbinder och blotgydjan Odendisa. Blotet blev väl mottaget och uppmärksammades i media, vilket ledde till ett ökat intresse för samfundet både internt och externt. Traditionen har därefter fortsatt årligen, och 2019 hölls vårblotet för 20:e gången i ordningen. Trots uppmärksamheten kvarstod samfundets organisatoriska svårigheter under de följande åren, med en kraftigt reducerad styrelse och begränsad aktivitet. Först vid årstinget 2003 började en mer stabil period ta form, något som markerade slutet på denna turbulenta fas i samfundets historia.
Sedan 2017 är sitter samfundet med i Sveriges interreligiösa råd.

## Ordförande
Tabellen nedan visar ordföranden för Samfundet Forn Sed Sverige (tidigare Sveriges Asatrosamfund):
| Namn                        | Period         | Kommentar                                                                            |
| --------------------------- | -------------- | ------------------------------------------------------------------------------------ |
| Kalle ”Runristare” Dahlberg | 1994–1998      |                                                                                      |
| Dennis Simlin               | 1997-1998      |                                                                                      |
| Mikael Pehrman              | 1998-2000      |                                                                                      |
| Carl Johan Rehbinder        | 2000–2003      | Initierade vårblot vid Uppsala högar. Blev ordförande i samband med en styrelsekris. |
| Jóhannes Ágústsson          | 2003-?         |                                                                                      |
| Kalle ”Runristare” Dahlberg | 2004-2005      |                                                                                      |
| Henrik Hallgren             | 2005-2011      |                                                                                      |
| Erik Otterberg              | 2011-2013      |                                                                                      |
| Martin Domeij               | 2013-2015      |                                                                                      |
| Jorunn Steiner              | 2015-2017      | Första kvinnliga ordförande.                                                         |
| Bruse Persson               | 2017-2021      |                                                                                      |
| Birka Skogsberg             | 2021-nuvarande |                                                                                      |

## Organisation
| Godeord | Blotlag                                                                                               |
| ------- | --- |
| Nord    | Frejas blotlag                                                                                        |
| Väst    | Fjörgyns blotlag Friggs blotlag Forn Sed Göteborg Hugin och Munins blotlag                            |
| Öst     | Blotlaget Andrimner Forn Sed Stockholm Forn Sed Närke Forn Sed Östergötland Blotlag Tjelvar (Gotland) |
| Syd     | Halmstad blotlag Branthalla blotlag                                                                   |

Högsta beslutande organ i samfundet är årstinget dit alla medlemmar kan komma och har rösträtt. Vid årstinget tillsätts en styrelse, vilken kallas rådet, som tar hand om de löpande besluten mellan årstingen. Geografiskt är Samfundet Forn Sed Sverige uppdelat i administrativa enheter som kallas godeord. För närvarande finns fyra sådana godeord, Nord, Syd, Öst och Väst. Dessutom kan medlemmarna själva bilda lokala grupper, så kallade blotlag, där man kan utöva seden tillsammans. Hösten 2023 har man tolv blotlag:

## Trosuppfattning
Samfundet Forn Sed Sverige betonar den andliga aspekten i tillvaron, men vill låta var och en finna sin egen nivå av andlighet. Någon fastställd trosuppfattning för vad eller hur man ska tro finns inte, utan det är en personlig angelägenhet. Var och en följer sin egen sed.
I samfundets stadgar beskrivs samfundets tolkning av forn sed i några kärnpunkter:
- En nutida andlig orientering som utgår från naturens och tillvarons helighet.
- En religiös inriktning som söker sina rötter i förkristna seder och i folktrons föreställningar.
- En religion som erkänner såväl många olika gudar och makter som olika gudsbilder och andliga förhållningssätt.
- En öppen och odogmatisk andlighet utan bestämda trosbekännelser som uppmuntrar alla att söka sin egen andliga väg.

Detta kan ta sig uttryck på olika sätt. Seden utövas bland annat genom blotande till gudar och naturväsen. Man strävar efter att leva i harmoni med naturen och årstidernas växlingar. De olika övergångarna i människors liv helighålls genom ceremonier (övergångsriter) som namngivningar eller knäsättningar, bröllop, samt begravningar.

## Högtider
Samfundets gemensamma ceremonier kallas blot. Blotet är en ceremoni som hålls för att tacka och visa respekt för skapelsens makter och naturens rådare. Ibland handlar blotet också om att be någon särskild makt om styrka, hjälp eller råd. Blota kan man göra både tillsammans med andra och i enskildhet. Kalenderbundna blot hålls i samband med årshögtiderna. Några exempel på blot som samfundet firar:
- Disablot i februari-mars
- Segerblot vid vårdagjämningen
- Vårblot i mars-maj
- Midsommarblot vid sommarsolståndet
- Skördeblot i samband med skörden
- Höstblot vid höstdagjämningen
- Alvablot vid allhelgona
- Midvinterblot vid vintersolståndet

Därtill firar även många medlemmar veckovis torshelgd och inför vintersolståndet vänt.

## Galleri

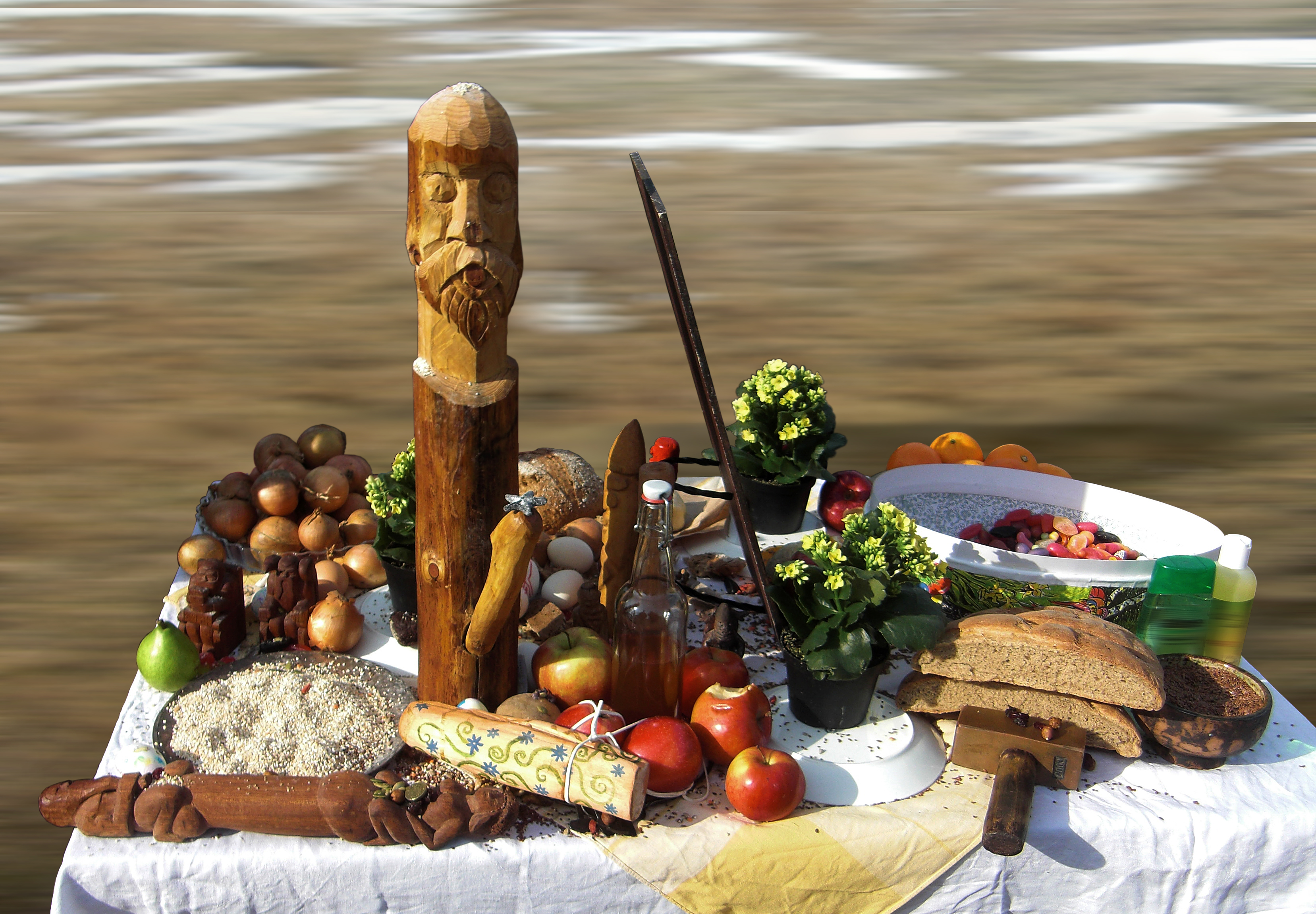
Altaret vid samfundets vårblot i Gamla Uppsala 2010.
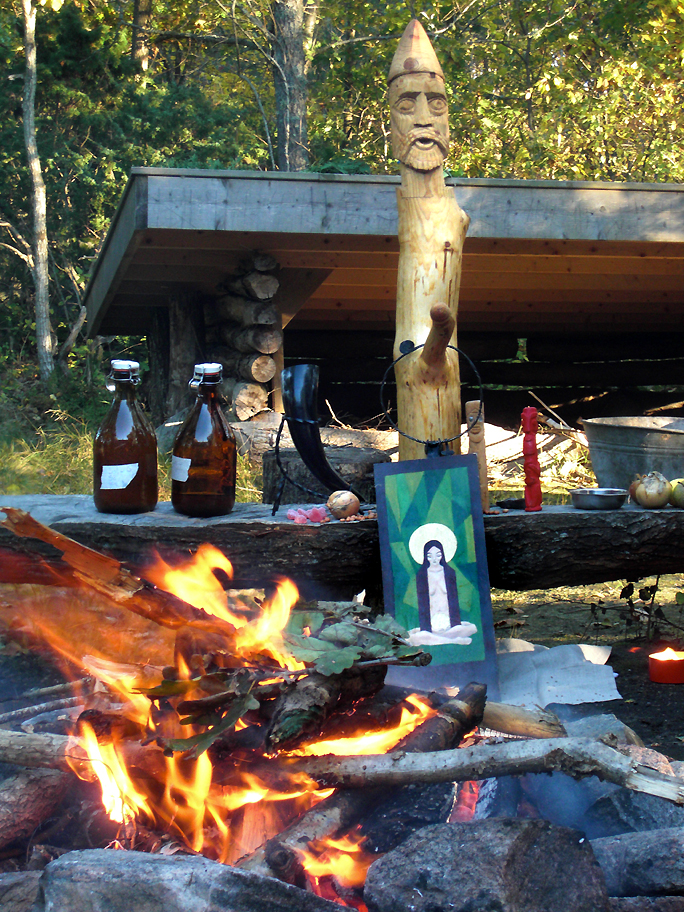
Höstblot vid samfundets höstmöte i Göteborgs skärgård 2009.
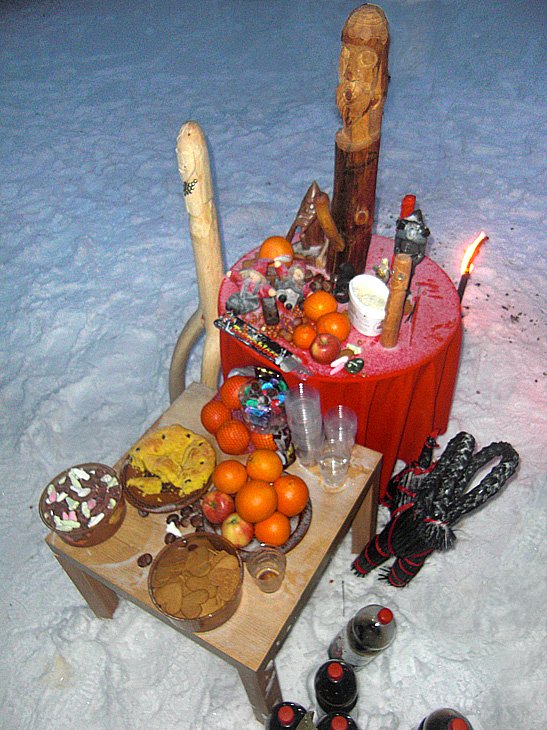
Altaret vid samfundets julblot i Slottsskogen i Göteborg 2010.